# Juana la loca... de vez en cuando
Juana la Loca... de vez en cuando je španělská komedie z roku 1983, kterou režíroval José Ramón Larraz, scénář napsal Juan José Alonso Millán, hudbu složil Teddy Bautista a ve které hrají Lola Flores, Beatriz Elorrieta a Manolo Gómez Bur. Film paroduje život Juany Kastilské, královny Španělska.

## Děj
Katoličtí panovníci Španělska Isabel I. (Lola Flores) a Fernando II. (José Luis López Vázquez) trpí, když zjistí, že jejich dcera Juana (Beatriz Elorrieta) se stala republikánkou. Snaží se pro ni najít manžela kvůli její sexuální zhýralosti. Nakonec naleznou mladého playboye: Felipa I. (Jaime Morey).

## Obsazení
- Lola Flores jako královna Isabel la Católica (Isabela Katolická)
- Beatriz Elorrieta jako infantka Jana Kastilská
- Jaime Morey jako Felipe el Hermoso (Filip Sličný)
- Manolo Gómez Bur jako kardinál Cisneros
- Quique Camoiras jako Fray Tomás de Torquemada
- Juanito Navarro jako Cristóbal Colón (Kryštof Kolumbus)
- Manuel Codeso jako Pinto Gorgorao
- Fernando Fernán Gómez jako Sir Henry
- Paloma Hurtado jako infantka Doña Isabel
- Adriana Vega jako Zoraida
- Ángel de Andrés jako vévoda z Mediny Sidonie
- Guillermo Montesinos jako infant Don Juan
- Roberto Camardiel jako Pregonero (Hlasatel)
- Adrián Ortega jako Conde de Cabra 'Nalgaloca' (hrabě z Cabry 'Nalgaloca')
- Francisco Cecilio jako Santo (Světec)
- Manuel de Blas jako Soldado (Voják)
- Blaki jako Sťatý holič
- José Ruiz jako Marqués de Priego (markýz z Priega)
- José Luis López Vázquez jako král Fernando el Católico (Ferdinand Katolický)
- José Jaime Espinosa jako Wilfredo el Roñoso (Wilfredo Špinavec)
- Fabián Conde jako Fray Capullo
- Carla Duval jako Doncella (Panna)
- Víctor Israel jako Torturador (Mučitel)
- Antonio Requena jako Posadero (Hospodský)
- Alfonso Castizo jako Marqués (Markýz)
- Javier Franquelo jako Torturador (Mučitel)
- Antonio Ozores jako portugalský král
- José Luis Chinchilla jako Carcelero (Žalářník)
- Simón Ramírez jako Carcelero (Žalářník)